# Lo Morral (Abella de la Conca)

Lo Morral, respecte del terme d'Abella de la Conca

Lo Morral és un cim de 1.274,8 metres d'altitud del terme municipal d'Abella de la Conca, a la comarca del Pallars Jussà.
Es troba a la part occidental de la Serra de Carrànima, al nord de l'Estimat de la Teulera i al nord-est de la Roca del Serret. És el cim més elevat de la meitat de ponent de la serra.

## Etimologia
Com diu Joan Coromines, Morral procedeix de Mont-ral (muntanya reial), però en aquest cas, atesa la situació i constitució de la roca, és possible que provingui del mot comú morral.